# Schatzalp

Logo der Schatzalp

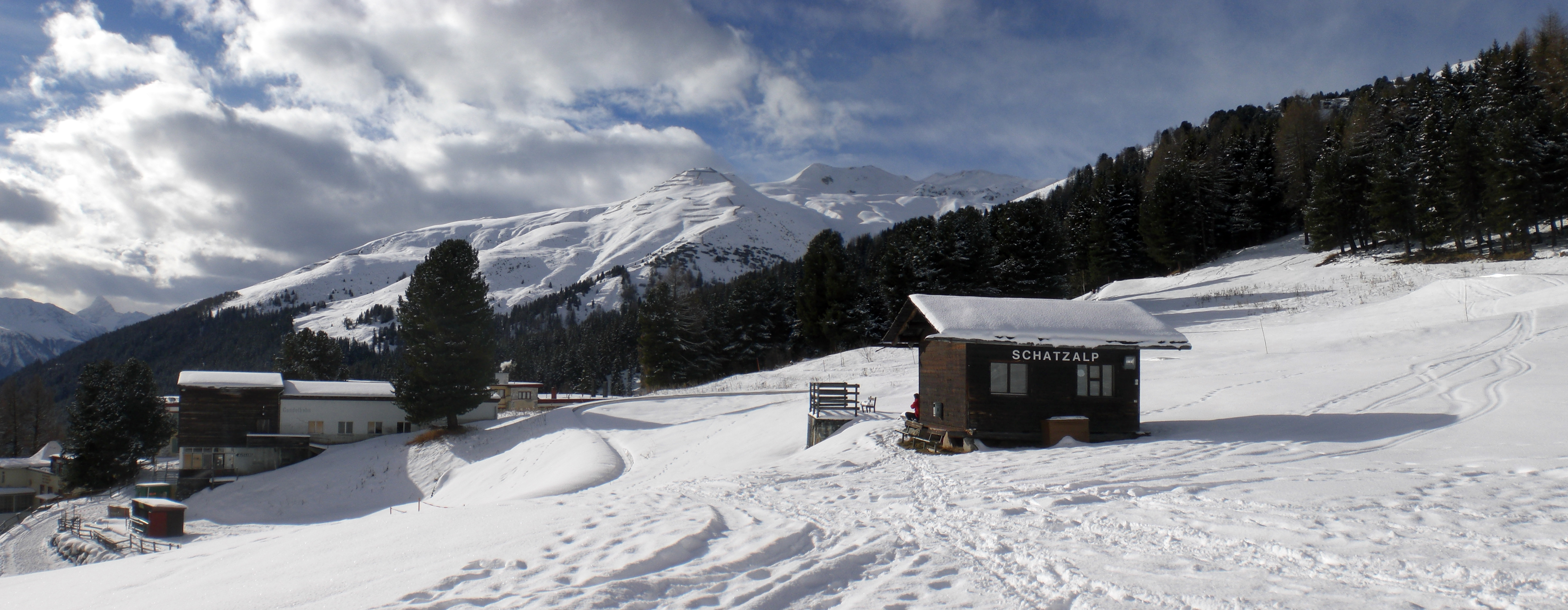
Schatzalp wenig oberhalb des Hotels

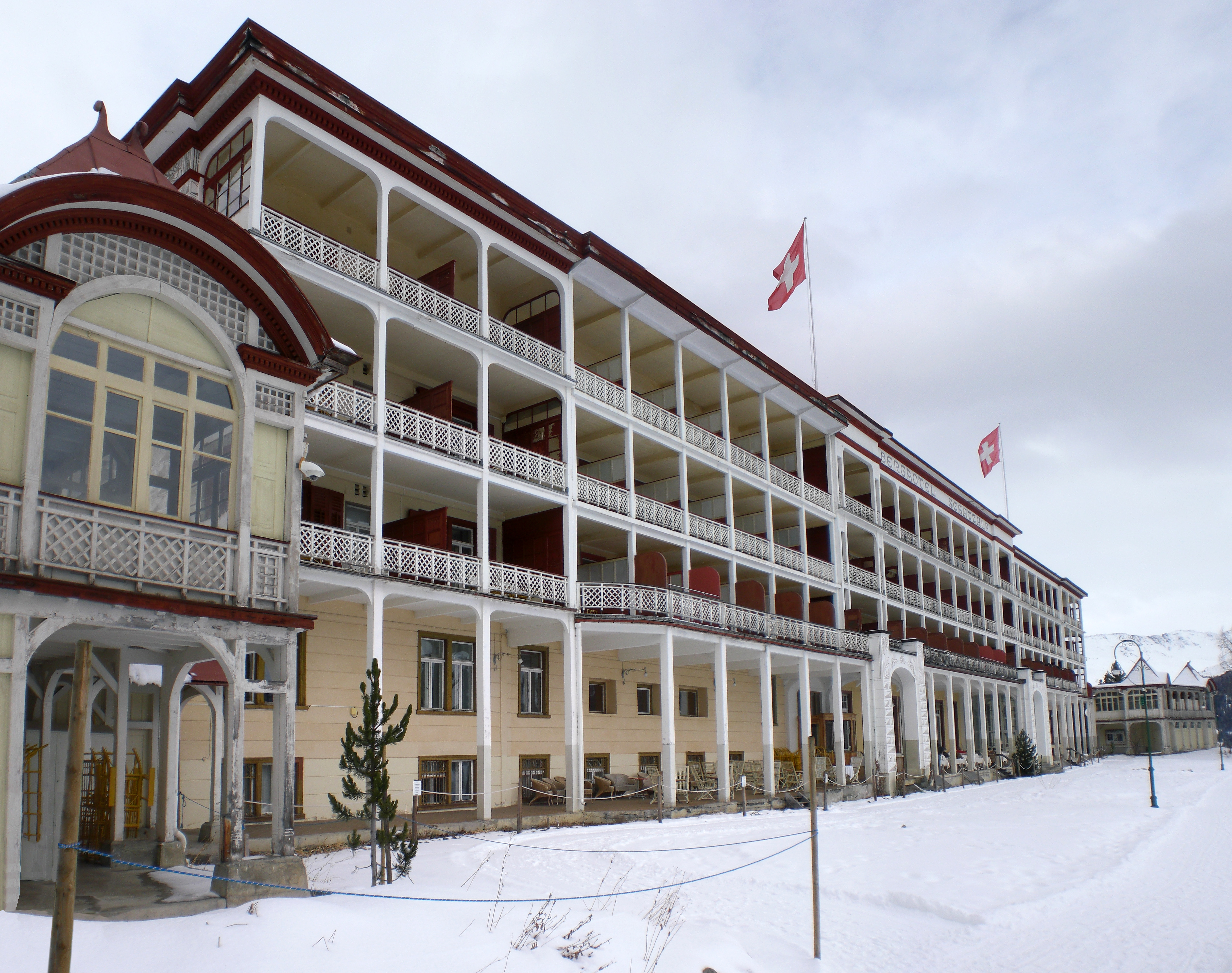
Hotel Schatzalp

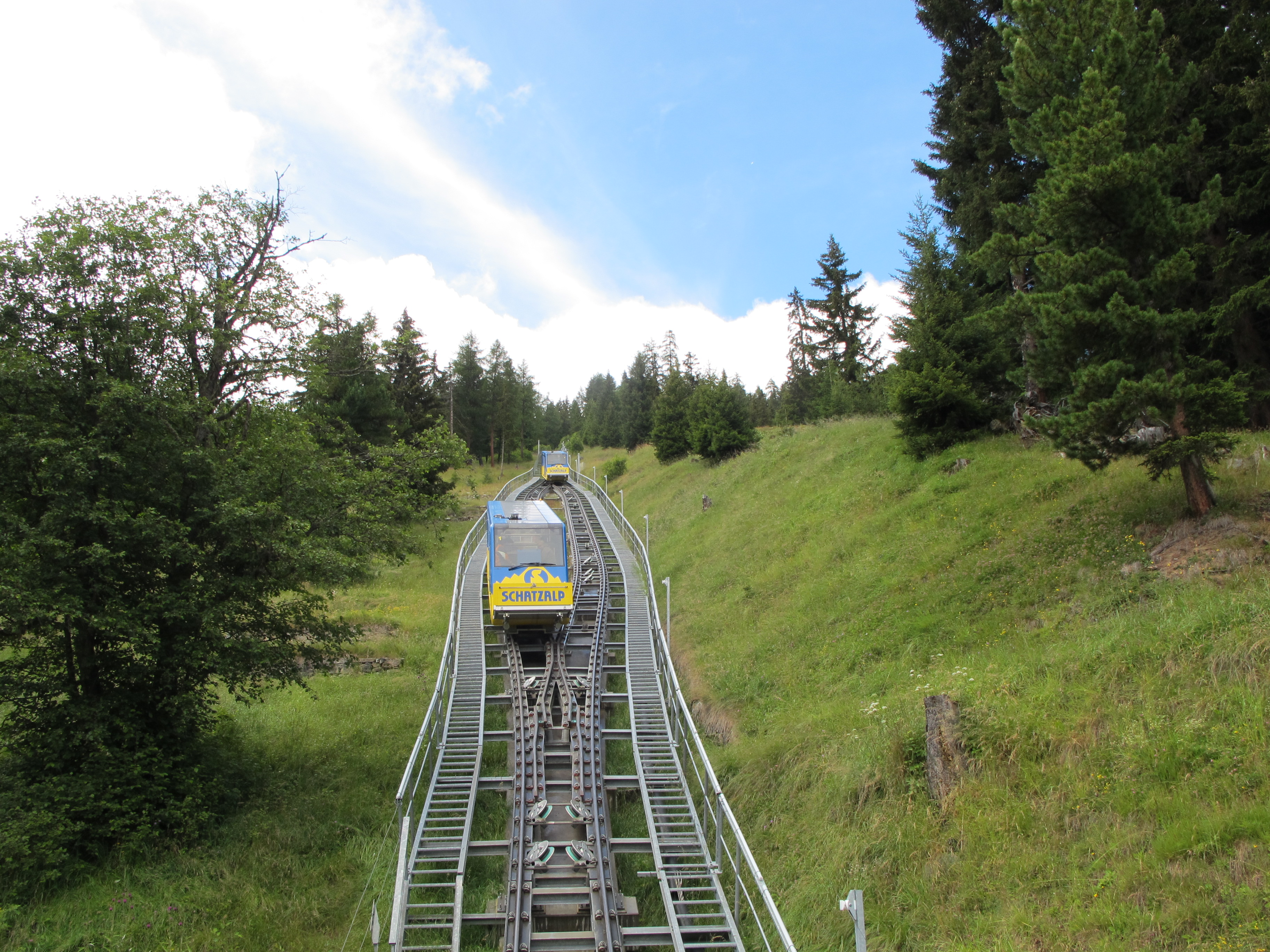
Bahn Davos-Schatzalp

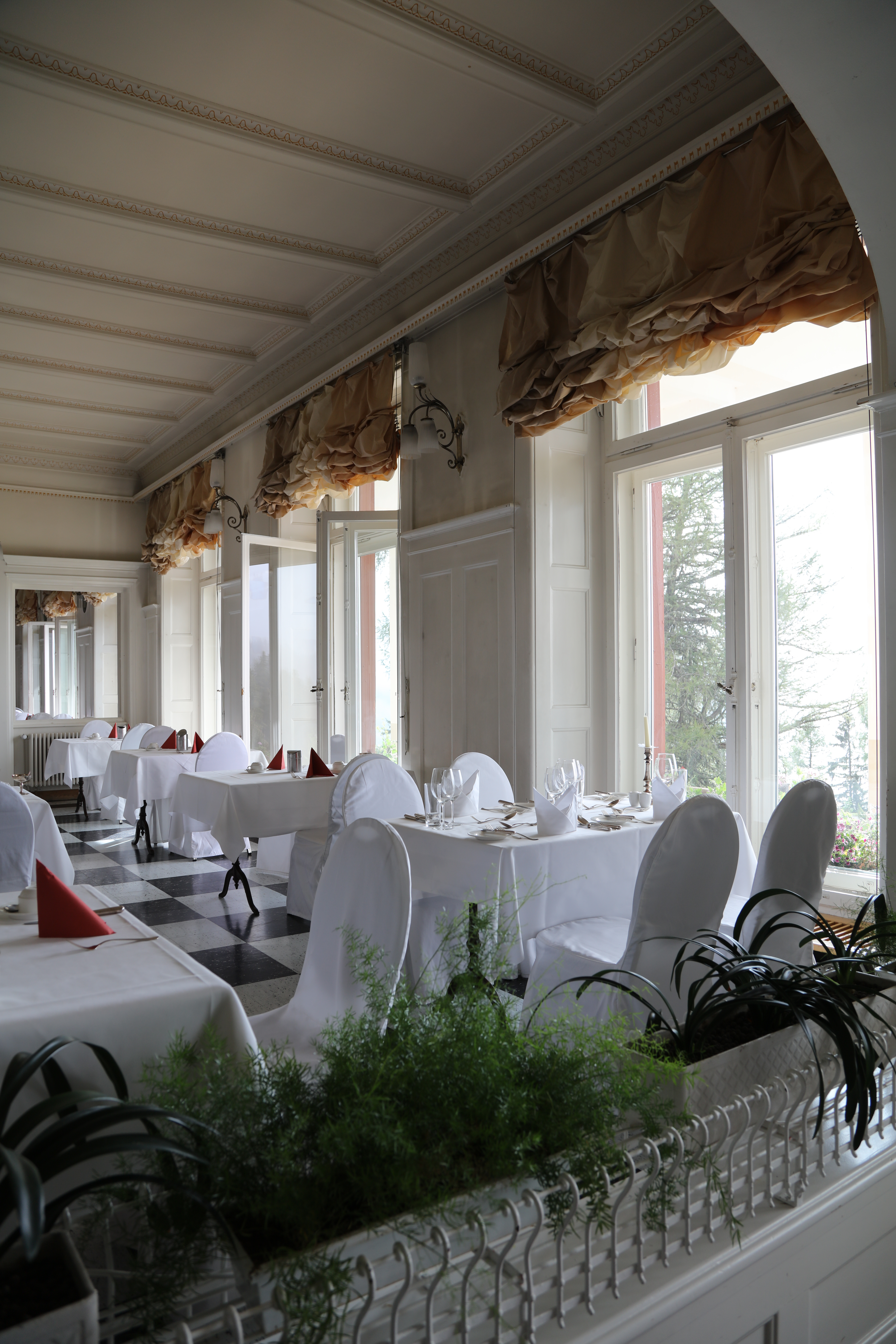
Speisesaal des Berghotels Schatzalp

Schatzalp Strelapass. Historisches Luftbild von Werner Friedli (1950)

Die Schatzalp mit dem gleichnamigen historischen Hotel, auf 1861 m ü. M. auf einer südexponierten Terrasse oberhalb von Davos (Schweiz) gelegen, ist ein autofreies Erholungsgebiet mit Wanderwegen durch die Wälder und Alpen um die Schatzalp. 
Die am 24. Dezember 1899 eröffnete, im Sommer 2006 komplett erneuerte Standseilbahn überwindet als Zubringerin auf die Schatzalp eine Höhendifferenz von 304 m. Ein eigenes, sogenannt "entschleunigtes" Skigebiet wird durch einen alten Sessellift zum Strelapass (2350 m) erschlossen. 

## Geschichte
Willem Jan Holsboer gründete 1871 den Kurverein in Davos, nachdem er mit seiner an Tuberkulose erkrankten Frau hierher gelangt war. Er sah bereits die Schatzalp als "einen speziellen Flecken Erde, auf dem es sich unbedingt lohnen würde, ein Sanatorium zu bauen".
Der Bau der Davos-Schatzalp-Bahn erfolgte vom 29. April bis zum 25. Dezember 1899.
Das im Jugendstil, jedoch in Stahlbeton, als Sanatorium erbaute Haus Berghotel Schatzalp (heutiger Name) wurde 1898 bis 1900 von den Zürcher Architekten Otto Pfleghard & Max Haefeli errichtet, es war das Vorbild für das Internationale Sanatorium Berghof in Thomas Manns Roman Der Zauberberg. Unter Architekturnostalgikern gelte der Bau gemäss Tages-Anzeiger als «stilbildend für die europäische Moderne».  Willem Jan Holsboer hatte als Pionier des Kurortes Davos den Bau gemeinsam mit seinen Schwiegersöhnen Dr. Lucius Spengler und Edward Neumann (1866–1941) geplant, die beide nach Fertigstellung des Bauwerks hintereinander bis 1934 Chefärzte des Sanatoriums waren. Vornehmlich Tuberkulose-Patienten aus Großbritannien und Deutschland wurden dort behandelt, international beachtete Erfolge gelangen bei Operationen am offenen Thorax.
Im Sommer 1937 entstand durch die zu diesem Zweck gegründete Genossenschaft Schleppbahn Schatzalp-Strela der erste Skilift.
Seit 1954 wird die Schatzalp als Hotel geführt, wobei der nostalgische Bau erhalten blieb. Zum Berghotel Schatzalp gehören 41 Quellen.
Während die Standseilbahn und die beiden Schlittelbahnen in Betrieb blieben, wurde der Skibetrieb 2003 auf der Alp vorübergehend eingestellt. Zwei der drei Skilifte des Skigebiets sind seit der Saison 2009/2010 wieder geöffnet, als Nostalgie-Skigebiet ist das Skigebiet Schatzalp/Strela dabei zum Langsamfahren angelegt.
Seit 2008 heisst der Weg vom etwa 2 Kilometer entfernten Waldsanatorium (heute Waldhotel Davos) hinauf zur Schatzalp Thomas-Mann-Weg, der Schriftsteller soll den Weg oft genutzt haben, um seine Frau Katia Mann zu besuchen, die sich ab 1912 wiederholt zur Kur gegen eine vermeintliche Tuberkulose im Waldsanatorium und auf der Schatzalp aufhielt. Zehn Tafeln mit Texten, die entlang des Weges angebracht wurden, erinnern an Thomas Mann, der unter anderem durch die Besuche des Sanatoriums zu seinem Roman Der Zauberberg angeregt wurde. Ein weiterer prominenter Gast der Schatzalp war der Autor Arthur Conan Doyle.

## Alpinum
Der botanische Garten Alpinum liegt nordwestlich vom Hotel im Tälchen des Guggerbachs, nur wenige Gehminuten vom Hotel entfernt. Das Alpinum wurde schon in den ersten Jahren des Sanatoriums von Dr. Edward Neumann angelegt und ist von Mitte Mai bis Mitte Oktober geöffnet.

## Skigebiet
Die Bahnen oberhalb der Schatzalp wurden im Jahre 2002 alle geschlossen. Doch seit Dezember 2009 ist auf Schatzalp/Strela Ski fahren wieder möglich – es entstand das erste entschleunigte Skigebiet. Eine Sesselbahn und ein Skilift sind wieder in Betrieb. Der zweite Skilift und die Verbindungsbahn zur Parsenn bleiben aber noch geschlossen.

## Schatzalp-Turm
Seit etwa 2004 planen die Architekten Herzog & de Meuron einen 105 m hohen und 200 Mio. Franken teuren Appartementturm unmittelbar neben dem Berghotel Schatzalp. Mit dem Turm sollte die Modernisierung des Hotels und Skigebietes finanziert werden. Die Davoser Bevölkerung hatte 2004 die Umzonung für dieses Projekt in einer Volksabstimmung mit 1985 zu 1825 Stimmen gutgeheissen. Die Umsetzung der Pläne ist jedoch in Folge der 2012 angenommenen Zweitwohnungsinitiative (d. h. Eine Gemeinde sollte nicht mehr als 20 Prozent Zweitwohnungen aufweisen.) fraglich geworden und somit wurde es um das Bauvorhaben anhaltend still.

## Die Schatzalp im Film
Immer wieder diente die Schatzalp als Kulisse für Filmaufnahmen. 2005 wurde das Sanatorium zum Schauplatz für die Reality-TV-Serie Das Internat – Schule wie vor 50 Jahren. Im Sommer 2014 wurden Teile des Films Ewige Jugend von Oscar-Preisträger Paolo Sorrentino dort gedreht und Rachel Weisz, Michael Caine und Jane Fonda logierten im Hotel. Für den Film Die Frau im Mond – Erinnerung an die Liebe wurden 2015 Szenen mit Hauptdarstellerin Marion Cotillard auf der Schatzalp aufgenommen, die jedoch nicht Handlungsort ist. Das spanische Realityformat «Hotel Romántico» drehte 2017. Die vom SRF produzierte Serie Davos 1917 wurde vor allem um das Hotel gedreht, also dessen Aussenansicht. Innen war nur während einer Woche gedreht worden, bevor in einem Nachbau im Studio weiter gedreht wurde. Die Innenräume des Hotels waren über die Jahre für diese zeitgenössische Filmproduktion zu hell renoviert worden.